# Club Patí Vic
El Club Patí Vic es una entidad deportiva fundada en 1951 en Vic (Barcelona, España), con el fin de promover y practicar el hockey sobre patines, entre otros deportes. Es el club de hockey más antiguo de Osona y actualmente cuenta con 1700 socios titulares (cada título permite incluir el resto de la familia como beneficiarios).
A principios de los años 70 el CP Vic se reformuló decisivamente, con la ampliación de su base social, la adquisición de terrenos propios y la creación de unas instalaciones deportivas a disposición del socio, que no han parado de crecer. Durante los Juegos Olímpicos de 1992 su pabellón acogió los partidos de hockey sobre patines. Dispone actualmente de 2 pabellones cubiertos, íntegramente dedicados al hockey sobre patines, siendo en este sentido un caso único en el mundo. El club también dispone de dos piscinas, una exterior y una cubierta, cinco pistas de tenis,cuatro pistas de pádel, gimnasio, sala de billar y bar-restaurante.
Destacan también las escuelas de hockey base, de tenis y de patinaje. Anualmente organiza, con gran éxito, las "Estancias de tecnificación de hockey sobre patines", donde niños de diferentes edades y nacionalidades, conviven durante una semana, con jugadores de la OK Liga, entrenadores y técnicos.

## Historia
El Club Patí Vic es uno de los equipos más importantes de la OK Liga, de la que ha sido subcampeón en las temporadas 1997-98 y 2000-01. Por otra parte, ha sido ganador de la Copa del Rey en las ediciones de 1999 en Alcobendas, 2009 en La Coruña y 2010 en Lloret de Mar, siendo finalista de las ediciones de 1995, 2003, 2005 y 2008. Los años 2009 y 2010 ganaron la Supercopa española derrotando al FC Barcelona.
Internacionalmente, el Patí Vic se proclamó ganador de la Copa de la CERS de 2001, derrotando al Club Esportiu Noia en la final. Ha quedado subcampeón en dos ocasiones: en 1994 frente al FC Porto, y en 2013 frente al CE Vendrell.
En cuanto a sus participaciones en la Copa de Europa de hockey sobre patines masculina, ha llegado a la final-four de la competición cuatro veces consecutivas: de 2007 a 2010, Llegando a disputar las finales de 2009 donde perdió el título en la tanda de penaltis frente al Reus Deportiu, y de 2010 donde perdió frente al FC Barcelona.

## Presidentes
Han sido presidentes de la entidad las siguientes personas:
- (1951-53) Oriol Albó y Vidal de Llobatera
- (1953-55) José Cabaní Vilaró
- (1955-57) Joaquín Mata Tarrés
- (1957-60) Josep Riera Rius
- (1960-62) Carles Sureda Gomis
- (1962-67) Miquel Serra Pujol, Rafael Colomer Munmany, José Riera Ríos (1 º triunvirat)
- (1967-68) Miquel Serra Pujol, Rafael Colomer Munmany, Antonio Torres Álvarez (2 º  triunvirat)
- (1968-71) Miquel Serra Pujol con Rafael Colomer Munmany
- (1971-76) Miquel Serra Pujol
- (1976-80) Pau Espona Jansana
- (1980-85) Miquel Estrada Sardà
- (1985-91) Pere Puntí Sanyé
- (1992-03) Santiago Benito Martínez
- (2004-16) Miquel Altimiras Bancells
- (2016-16) Josep Maria Roca Arumí
- (2017/1-2017/9) Dani Martín Leal
- (2017/9-  ?  ) La junta

## Palmarés
- 1 Copa Intercontinental (2016)
- 1 Copa de la CERS (2001)
- 4 Copas españolas / Copas del Rey (1999, 2009, 2010, 2015)[2]
- 2 Supercopas españolas ( 2009 , 2010 )
- 3 Subcampeonatos de Europa (2008/2009, 2009/2010, 2014/15)